# Canotaj la Jocurile Olimpice de vară din 1936
Probele sportive de canotaj la Jocurile Olimpice de vară din 1936 s-au desfășurat în perioada 11 – 14 august 1936 la Pista de Regată din Grünau.

## Rezultate

### Masculin
| Probă                           | Aur | Argint | Bronz |
| Simplu vâsle detalii            | Gustav Schäfer (GER) | Josef Hasenöhrl (AUT) | Dan Barrow (USA) |
| Dublu vâsle detalii             | Jack Beresford Dick Southwood (GBR) | Willi Kaidel Joachim Pirsch (GER) | Roger Verey Jerzy Ustupski (POL) |
| Dublu rame fără cârmaci detalii | Willi Eichhorn Hugo Strauß (GER) | Harry Larsen Richard Olsen (DEN) | Horacio Podestá Julio Curatella (ARG) |
| Dublu rame cu cârmaci detalii   | Germania (GER) · Gerhard Gustmann · Herbert Adamski · Dieter Arend (c)                                                                                                | Italia (ITA) · Almiro Bergamo · Guido Santin · Luciano Negrini (c) | Franța (FRA) · Marceau Fourcade · Georges Tapie · Noël Vandernotte (c) |
| Patru rame fără cârmaci detalii | Germania (GER) · Rudolf Eckstein · Anton Rom · Martin Karl · Wilhelm Menne                                                                                            | Marea Britanie (GBR) · Martin Bristow · Alan Barrett · Peter Jackson · John Sturrock                                                                                              | Elveția (SUI) · Hermann Betschart · Hans Homberger · Alex Homberger · Karl Schmid                                                                                          |
| Patru rame cu cârmaci detalii   | Germania (GER) · Hans Maier · Walter Volle · Ernst Gaber · Paul Söllner · Fritz Bauer (c)                                                                             | Elveția (SUI) · Hermann Betschart · Hans Homberger · Alex Homberger · Karl Schmid · Rolf Spring (c)                                                                               | Franța (FRA) · Fernand Vandernotte · Marcel Vandernotte · Jean Cosmat · Marcel Chauvigné · Noël Vandernotte (c)                                                            |
| Opt rame cu cârmaci detalii     | Statele Unite ale Americii (USA) · Herbert Morris · Charles Day · Gordon Adam · John White · James McMillin · George Hunt · Joe Rantz · Donald Hume · Robert Moch (c) | Italia (ITA) · Guglielmo Del Bimbo · Dino Barsotti · Oreste Grossi · Enzo Bartolini · Mario Checcacci · Dante Secchi · Ottorino Quaglierini · Enrico Garzelli · Cesare Milani (c) | Germania (GER) · Alfred Rieck · Helmut Radach · Hans Kuschke · Heinz Kaufmann · Gerd Völs · Werner Loeckle · Hans-Joachim Hannemann · Herbert Schmidt · Wilhelm Mahlow (c) |

## Clasament pe medalii
| Loc   | Țară                       | Aur | Argint | Bronz | Total |
| ----- | -------------------------- | --- | ------ | ----- | ----- |
| 1     | Germania                   | 5   | 1      | 1     | 7     |
| 2     | Marea Britanie             | 1   | 1      | –     | 2     |
| 3     | Statele Unite ale Americii | 1   | –      | 1     | 2     |
| 4     | Italia                     | –   | 2      | –     | 2     |
| 5     | Elveția                    | –   | 1      | 1     | 2     |
| 6     | Danemarca                  | –   | 1      | –     | 1     |
| 6     | Austria                    | –   | 1      | –     | 1     |
| 8     | Franța                     | –   | –      | 2     | 2     |
| 9     | Argentina                  | –   | –      | 1     | 1     |
| 9     | Polonia                    | –   | –      | 1     | 1     |
| Total | Total                      | 7   | 7      | 7     | 21    |